# Ommatius ponti
Ommatius ponti là một loài ruồi trong họ Asilidae. Ommatius ponti được Joseph & Parui miêu tả năm 1984. Loài này phân bố ở miền Ấn Độ - Mã Lai.